# Teopist
Teopist – imię męskie pochodzenia greckiego, oznaczające "wierzący w Boga". Jego patronem jest św. Teopist, wspominany razem ze świętymi: Eustachym, Agapiuszem i Teopistą.
Teopist imieniny obchodzi 20 września.
Żeński odpowiednik: Teopista